# الأكاديمية الملكية الهولندية للفنون والعلوم
الأكاديمية الملكية الهولندية للفنون والعلوم ((بالهولندية: Koninklijke Nederlandse Akademie van Wetenschappen)‏، اختصاراً: KNAW) هي منظمة مكرسة لتقدم العلوم والآداب في هولندا. ومقر الأكاديمية هو تريبنهاوس في أمستردام.